# Vidre de baixa dispersió
El vidre de baixa dispersió de l'anglès Low-dispersion glass (LD glass) és un tipus de vidre de baixa dispersió. El vidre crown és un exemple d'un vidre de baixa dispersió relativament barat.
Un vidre de baixa dispersió especial de l'anglès Special low dispersion glass (vidre SLD) i el vidre extraordinari de baixa dispersió, de l'anglès extraordinary low-dispersion glass (vidre ELD) són vidres amb una dispersió encara més baixa (i a un preu més alt). Altres vidres d'aquesta classe són el vidre de dispersió molt baixa, de l'anglès extra-low-dispersion glass (vidre ED) i el vidre de dispersió ultrabaixa, de l'anglès ultra-low-dispersion glass (vidre UL).

## Aplicació
Els vidres de baixa dispersió s'utilitzen especialment per reduir l'aberració cromàtica, que s'utilitza més sovint en els doblets acromàtics. L'element positiu està fet d'un vidre de baixa dispersió, l'element negatiu a partir d'un vidre d'alta dispersió. Per contrarestar l'efecte de la lent negativa, la lent positiva ha de ser més gruixuda. Els doblets acromàtics, per tant, tenen un gruix i un pes més alts que les lents individuals sense correcció cromàtica equivalents.
En comparació amb els teleobjectius, els objectius més curts de distància focal es beneficien menys dels elements de baixa dispersió, ja que el seu principal problema és l'aberració esfèrica en lloc de l'aberració cromàtica. L'aberració esfèrica introduïda pels elements LD es pot corregir amb elements de lent asfèrica. L'augment de la nitidesa proporcionada pels elements SLD permet l'ús de nombres f més baixos i, per tant, una velocitat d'obturació més ràpida. Això és crític, per exemple, a la fotografia esportiva i la fotografia de vida salvatge. La poca profunditat de camp proporcionada per un teleobjectiu també permet que el subjecte de la fotografia es destaqui millor en el fons.
També es fan servir vidres de baixa dispersió en la manipulació d'impulsos de llum ultracurts, per exemple làsers amb mode de bloqueig, per evitar l'ampliació del pols mitjançant la dispersió de la velocitat del grup en els elements òptics.
El vidre especial de baixa dispersió per infrarojos també té avantatges per a càmeres de CCTV. La baixa aberració cromàtica del vidre SLD permet que la lent es mantingui sempre en focus, des de la llum visible fins a la llum infraroja.

## Variants
Alguns vidres tenen una propietat peculiar anomenada dispersió anòmala parcial. El seu ús en conjunts de lents de llarga distància focal va ser iniciat per Leitz. Abans de la seva disponibilitat, el fluorur de calci en forma de cristalls de fluorita es va utilitzar com a material per a aquestes lents; no obstant això, el baix índex de refracció del fluorur de calci requeria altes curvatures de les lents, augmentant així l'aberració esfèrica. La fluorita té una baixa retenció de forma i és molt fràgil. Cal una dispersió anormal per al disseny de lents d'aporomat.
El vidre amb addició de diòxid de tori ha tingut una gran refracció i baixa dispersió i va estar en ús des d'abans de la Segona Guerra Mundial, però la seva radioactivitat va conduir al seu reemplaçament amb altres composicions. Fins i tot durant la Segona Guerra Mundial, Kodak va aconseguir fer vidres òptics d'alt rendiment sense tori per a la seva utilització en fotografia aèria, però va ser de color groc. En combinació amb la fotografia en blanc i negre, el tint era efectivament beneficiós com a filtre fotogràfic que millorava el contrast.
Els laboratoris Leitz van descobrir que l'òxid de lantani (III) pot ser un substitut adequat del diòxid de tori. No obstant això, cal afegir altres elements per preservar el caràcter amorf del vidre i evitar la cristal·lització que causaria defectes d'estries.
Després de 1930, George W. Morey va introduir l'òxid de lantani i òxids d'altres elements de terres rares en els vidres de borat, ampliant en gran manera la gamma disponible dels vidres de baixa dispersió d'alt índex. Els vidres de borat tenen una dependència inferior de la longitud d'ona de refracció a la regió d'espectre blau que els vidres de silicat amb el mateix nombre d'Abbe. Aquests anomenats vidres de sílex de borat, o KZFS, són altament susceptibles a la a corrosió per àcids, àlcalis, i factors meteorològics. Tanmateix, el vidre borat amb més del 20% de mol.% d'òxid de lantani és molt resistent en condicions ambientals. L'ús de terres rares va permetre el desenvolupament de vidres de baixa dispersió d'alt índex, tant de vidre crown com de vidre flint.
Un altre vidre d'alt rendiment conté una gran proporció de diòxid de zirconi; tanmateix el seu elevat punt de fusió requereix l'ús de gresols de platí revestit per evitar la contaminació amb el material del gresol.
Un bon reemplaçament d'alta refracció per al fluorur de calci com a material de la lent pot ser un vidre de fluorofosfat. Aquí, una proporció de fluorurs s'estabilitza amb un metafosfat, amb addició de diòxid de titani.
Diversos vidres d'alt rendiment esmentats són cars a causa dels productes químics d'alta puresa que han de ser produïts en quantitats substancials.